# Associazione Calcio Siena 1979-1980
Questa voce raccoglie le informazioni riguardanti l'Associazione Calcio Siena nelle competizioni ufficiali della stagione 1979-1980.

## Rosa
| N. |                   | Ruolo | Calciatore         |
| -- | ----------------- | ----- | ------------------ |
|    | Italia (bandiera) | C     | Roberto Alberghini |
|    | Italia (bandiera) | C     | Claudio Bartolini  |
|    | Italia (bandiera) | C     | Claudio Bettelli   |
|    | Italia (bandiera) | D     | Antonio Bianchi    |
|    | Italia (bandiera) | C     | Luigi Bigoni       |
|    | Italia (bandiera) | A     | Gian Carlo Colombi |
|    | Italia (bandiera) | D     | Alberto De Rossi   |
|    | Italia (bandiera) | D     | Emilio Doveri      |
|    | Italia (bandiera) | D     | Amedeo Fei         |
|    | Italia (bandiera) | A     | Giorgio Giorli     |
|    | Italia (bandiera) | A     | Carlo Giuliani     |

| N. |                   | Ruolo | Calciatore            |
| -- | ----------------- | ----- | --------------------- |
|    | Italia (bandiera) | A     | Emiliano Macchi       |
|    | Italia (bandiera) | A     | Gianfranco Mannarelli |
|    | Italia (bandiera) | D     | Aldo Notari           |
|    | Italia (bandiera) | P     | Fernando Orsi         |
|    | Italia (bandiera) | A     | Eugenio Pazzaglia     |
|    | Italia (bandiera) | A     | Riccardo Pecchi       |
|    | Italia (bandiera) | C     | Franco Sala           |
|    | Italia (bandiera) | D     | Maurizio Scotto       |
|    | Italia (bandiera) | D     | Paolo Tognarelli      |
|    | Italia (bandiera) | D     | Danilo Tosoni         |
|    | Italia (bandiera) |       | Vaselli               |

## Risultati

### Campionato

#### Girone di andata
| 30 settembre 1979 1ª giornata | Cerretese | 1 – 0 | Siena |  |

| 7 ottobre 1979 2ª giornata | Siena | 0 – 0 | Spezia |  |

| 14 ottobre 1979 3ª giornata | Sansepolcro | 1 – 1 | Siena |  |

| 21 ottobre 1979 4ª giornata | Siena | 1 – 0 | Pietrasanta |  |

| 28 ottobre 1979 5ª giornata | Siena | 1 – 1 | Carrarese |  |

| 4 novembre 1979 6ª giornata | Sangiovannese | 1 – 1 | Siena |  |

| 11 novembre 1979 7ª giornata | Siena | 0 – 0 | Prato |  |

| 18 novembre 1979 8ª giornata | Città di Castello | 0 – 0 | Siena |  |

| 25 novembre 1979 9ª giornata | Siena | 1 – 0 | Albese |  |

| 2 dicembre 1979 10ª giornata | Derthona | 0 – 0 | Siena |  |

| 9 dicembre 1979 11ª giornata | Siena | 1 – 0 | Savona |  |

| 16 dicembre 1979 12ª giornata | Siena | 1 – 0 | Montecatini |  |

| 30 dicembre 1979 13ª giornata | Lucchese | 2 – 2 | Siena |  |

| 6 gennaio 1980 14ª giornata | Siena | 0 – 1 | Rondinella |  |

| 13 gennaio 1980 15ª giornata | Pavia | 2 – 1 | Siena |  |

| 20 gennaio 1980 16ª giornata | Siena | 2 – 0 | Grosseto |  |

| 27 gennaio 1980 17ª giornata | Imperia | 1 – 0 | Siena |  |

#### Girone di ritorno
| 3 febbraio 1980 18ª giornata | Siena | 1 – 0 | Cerretese |  |

| 11 febbraio 1980 19ª giornata | Spezia | 1 – 1 | Siena |  |

| 17 febbraio 1980 20ª giornata | Siena | 1 – 1 | Sansepolcro |  |

| 24 febbraio 1980 21ª giornata | Pietrasanta | 2 – 1 | Siena |  |

| 2 marzo 1980 22ª giornata | Carrarese | 0 – 0 | Siena |  |

| 9 marzo 1980 23ª giornata | Siena | 4 – 0 | Sangiovannese |  |

| 16 marzo 1980 24ª giornata | Prato | 2 – 1 | Siena |  |

| 23 marzo 1980 25ª giornata | Siena | 1 – 0 | Città di Castello |  |

| 30 marzo 1980 26ª giornata | Albese | 3 – 2 | Siena |  |

| 13 aprile 1980 27ª giornata | Siena | 0 – 0 | Derthona |  |

| 20 aprile 1980 28ª giornata | Savona | 0 – 0 | Siena |  |

| 27 aprile 1980 29ª giornata | Montecatini | 1 – 0 | Siena |  |

| 11 maggio 1980 30ª giornata | Siena | 1 – 0 | Lucchese |  |

| 18 maggio 1980 31ª giornata | Rondinella | 0 – 2 | Siena |  |

| 25 maggio 1980 32ª giornata | Siena | 3 – 1 | Pavia |  |

| 1º giugno 1980 33ª giornata | Grosseto | 0 – 0 | Siena |  |

| 8 giugno 1980 34ª giornata | Siena | 3 – 1 | Imperia |  |